# Muhammad Abdi Yusuf
Muhammad Abdi Yusuf (Mudug, 1 de julho de 1941) foi primeiro ministro da Somália por aproximadamente um ano. Ele foi apontado pelo presidente Abdulkassim Salat Hassan em 8 de dezembro de 2003, para substituir Hassan Abshir Farah. Ele deixou o cargo em 3 de novembro de 2004 quando o novo presidente da Somália, Abdullahi Yusuf Ahmed, o substituiu por Ali Mohammed Ghedi.